# GD Interclube
Grupo Desportivo Interclube (znany również jako Inter Luanda) – angolski klub piłkarski założony w 1953. Pierwsze mistrzostwo Angoli zespół zdobył w 2007 roku.

## Sukcesy
- Mistrzostwo Angoli (2 razy): 2007, 2010
- Puchar Angoli (3 razy): 1986, 2003, 2011
- Superpuchar Angoli (4 razy): 1986, 2001, 2008, 2012

## Obecny skład
Aktualny na 15 lutego 2010
| Nr | Poz. | Piłkarz                 |
| -- | ---- | ----------------------- |
| 1  | BR   | Thierry Bolongo Ebengui |
| 2  | OB   | Yéyé                    |
| 3  | OB   | Fissi                   |
| 4  | OB   | Kito                    |
| 5  | OB   | Fabrício Mafuta         |
| 6  | OB   | Joel Pedro Mpongo       |
| 7  | PO   | Patrick Kanu Mbiyavanga |
| 8  | PO   | Mandinho                |
| 9  | NA   | Manucho                 |
| 10 | NA   | Bala                    |
| 11 | NA   | Capuco                  |
| 12 | BR   | Mário                   |
| 13 | BR   | Avozinho                |
| 14 | PO   | Gaúcho                  |
| 15 | OB   | Samuel Zimba            |
| 16 | OB   | Pingo                   |

| Nr | Poz. | Piłkarz                |
| -- | ---- | ---------------------- |
| 17 | OB   | Kikas                  |
| 18 | PO   | Paty                   |
| 19 | OB   | Dias Caíres            |
| 20 | PO   | Bebé                   |
| 21 | PO   | Zé Augusto             |
| 22 | NA   | Hinô                   |
| 23 | PO   | Nari                   |
| 24 | PO   | Mingo                  |
| 26 | PO   | Minguito               |
| 27 | PO   | Amancio Fortes         |
| 28 | PO   | Gildo                  |
| 29 | PO   | Daniel Nkotto          |
| 31 | PO   | Georges Messi          |
| 32 | NA   | Pedro Manuel Henriques |
| 33 | OB   | Paulito                |
| 34 | NA   | Baptiste Faye          |

## Stadion
Klub rozgrywa swoje mecze na Estádio dos Coqueiros w Luandzie, który pomieścić może 12 000 widzów.